# Erica spiculifolia
Erica spiculifolia är en ljungväxtart som beskrevs av Richard Anthony Salisbury. Erica spiculifolia ingår i släktet klockljungssläktet, och familjen ljungväxter. Inga underarter finns listade i Catalogue of Life.

## Bildgalleri

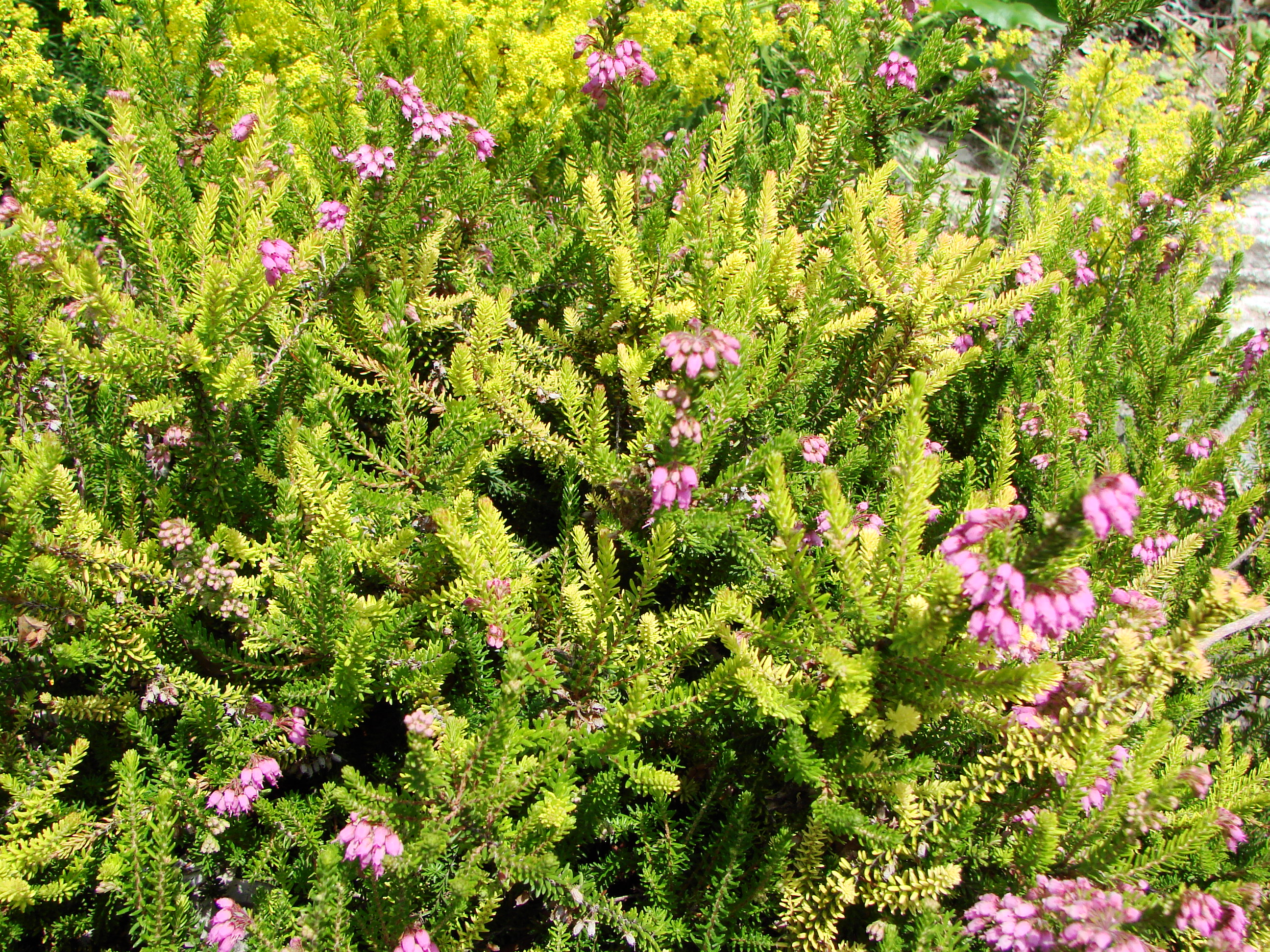
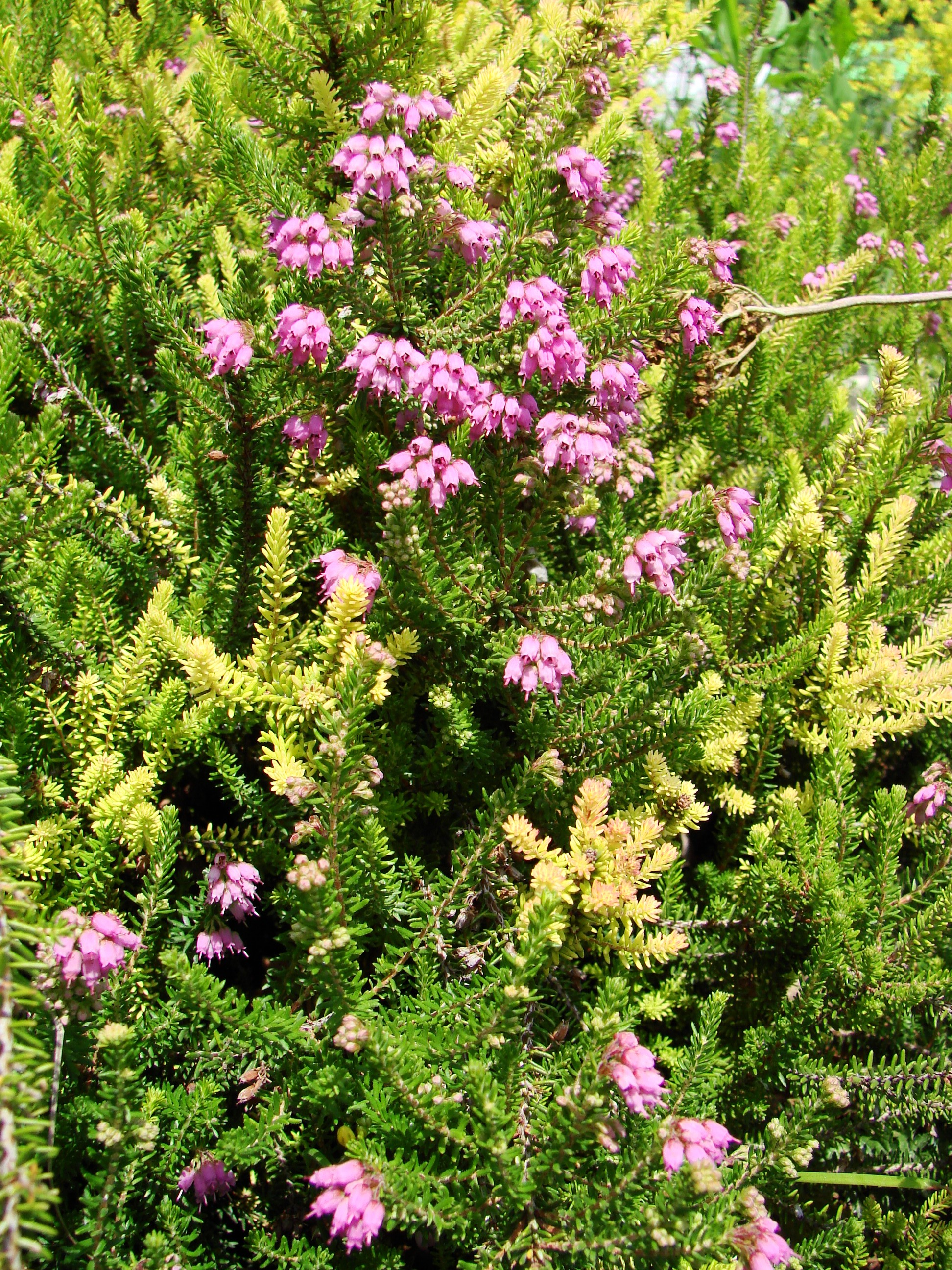
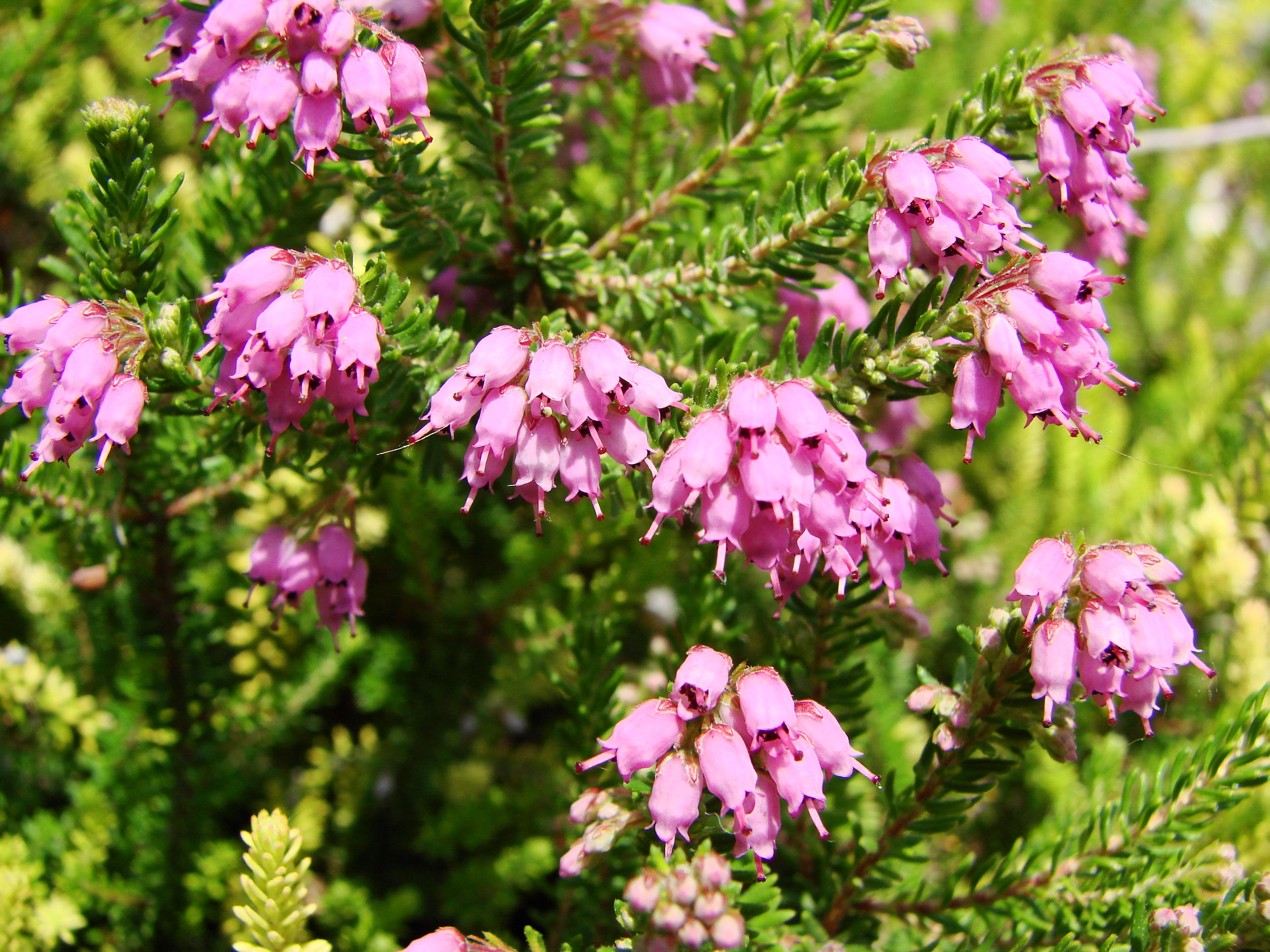
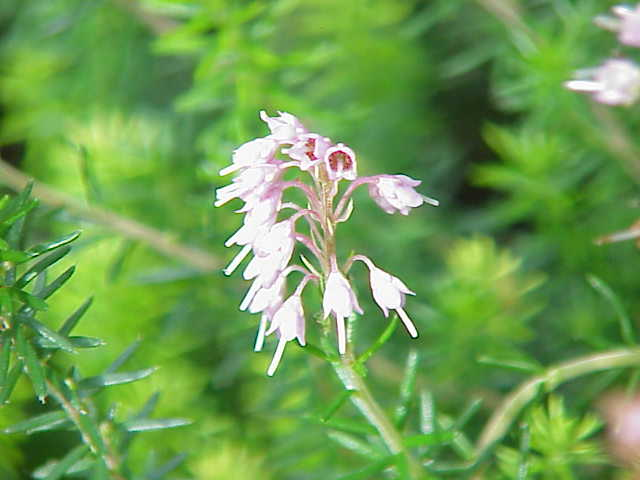